# 向井去来

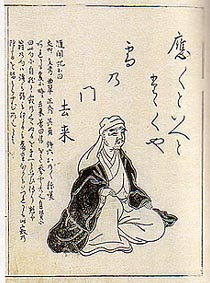
応々といへど敲くや雪の門

向井 去来（むかい きょらい、慶安4年（1651年） - 宝永元年9月10日（1704年10月8日））は、江戸時代前期の俳諧師。蕉門十哲の一人。本名は兼時、幼名は慶千代、字は元淵、通称は喜平次・平次郎、別号に義焉子・落柿舎がある。
儒医向井元升の二男として肥前国（今の長崎市興善町）に生まれる。8歳で上京して武芸を修め、儒医の兄の縁で堂上家に仕えた。24、5歳の頃に堂上家を辞してからは他家に仕官しなかった。貞享元年（1684年）宝井其角と出会い、蕉門に入門する。貞享3年（1687年）江戸で芭蕉と対面して親交を結び、元禄4年（1691年）野沢凡兆と共に編集した蕉風の代表句集『猿蓑』を刊行した。嵯峨野の落柿舎（らくししゃ）に住み、松尾芭蕉はここで『嵯峨日記』を執筆した。晩年には芭蕉の俳論をまとめた『去来抄』の草稿を残した。
高潔で篤実な性格から、芭蕉をはじめとした俳人から親しまれ、「西国三十三ヶ国の俳諧奉行」とあだ名された。

## 作品
- 『去来抄』
- 『旅寝論』
- 『伊勢紀行』

## 主な句
- 秋風や白木の弓に弦はらん
- 湖の水まさりけり五月雨
- をととひはあの山越つ花盛り
- 尾頭のこころもとなき海鼠哉
- 螢火や吹とばされて鳰の闇
- 鳶の羽も刷[3]ぬはつしぐれ
- 応々といへど敲くや雪の門
- 岩鼻やここにもひとり月の客